# Austwell
Austwell ist eine Kleinstadt im Refugio County im US-Bundesstaat Texas in den Vereinigten Staaten. Das U.S. Census Bureau hat bei der Volkszählung 2020 eine Einwohnerzahl von 118 ermittelt.

## Geographie
Der Ort liegt im Südwesten von Texas an der San Antonio Bay, ist etwa 10 km vom Golf von Mexiko entfernt und hat eine Gesamtfläche von 0,9 km2, ohne nennenswerte Wasserfläche. Ungefähr 13 km südlich von Austwell befindet sich das Aransas National Wildlife Refuge, eines der wichtigsten Reservate für den Schreikranich.

## Demografische Daten
Nach der Volkszählung im Jahr 2000 lebten hier 192 Menschen in 88 Haushalten und 60 Familien. Die Bevölkerungsdichte betrug 205,9 Einwohner pro km2. Ethnisch betrachtet setzt sich die Bevölkerung zusammen aus 91,67 % weißer Bevölkerung, 1,56 % Afroamerikanern, 0,00 % amerikanischen Ureinwohnern, 0,00 % Asiaten, 0,00 % Bewohnern aus dem pazifischen Inselraum und 6,77 % aus anderen ethnischen Gruppen. 0,00 % stammen von zwei oder mehr Rassen ab und 57,29 % der Bevölkerung sind Hispanics oder Latinos.
Von den 88 Haushalten hatten 21,6 % Kinder unter 18 Jahre, die im Haushalt lebten. 55,7 % davon waren verheiratete, zusammenlebende Paare. 11,4 % waren allein erziehende Mütter und 31,8 % waren keine Familien. 30,7 % aller Haushalte waren Singlehaushalte und in 14,8 % lebten Menschen, die 65 Jahre oder älter waren. Die Durchschnittshaushaltsgröße betrug 2,18 und die durchschnittliche Größe einer Familie 2,72 Personen.
19,3 % der Bevölkerung waren unter 18 Jahre alt, 4,7 % von 18 bis 24, 21,4 % von 25 bis 44, 30,7 % von 45 bis 64, und 24,0 % die 65 Jahre oder älter waren. Das Durchschnittsalter war 49 Jahre. Auf 100 weibliche Personen aller Altersgruppen kamen 97,9 männliche Personen. Auf 100 Frauen im Alter von 18 Jahren und darüber kamen 98,7 Männer.
Das jährliche Durchschnittseinkommen eines Haushalts betrug 23.750 USD, das Durchschnittseinkommen einer Familie 20.000 USD. Männer hatten ein Durchschnittseinkommen von 37.917 USD gegenüber den Frauen mit 21.250 USD. Das Prokopfeinkommen betrug 19.146 USD. 33,5 % der Bevölkerung und 32,0 % der Familien lebten unterhalb der Armutsgrenze. Davon waren 44,4 % Kinder und Jugendliche unter 18 Jahren und 33,3 % waren 65 oder älter.